# Sverker II Karlsson
Sverker Karlsson (Sverker II de Suecia, llamado también Sverker el joven) (? - 16 de julio de 1210). Rey de Suecia de 1196 a 1208. Hijo del rey Carlos VII Sverkersson y de Cristina Stigsdatter Hvide. Contrajo nupcias alrededor de 1190 con la danesa Benita Ebbesdatter y en 1200 casó con Ingegerd Birgersdotter.

## Biografía
Cuando su padre, Carlos VII, fue asesinado a manos de Canuto Eriksson en 1167, Sverker era aún infante, y se refugió en Dinamarca, donde creció al lado de su familia materna, que era danesa. En ese país casó con Benita Ebbesdatter en 1190. Cuando el rey Canuto falleció alrededor de 1195, Sverker regresó a Suecia, y gracias al apoyo del jarl Birger Brosa, pudo ser proclamado rey sin oposición, debido a que los hijos de Canuto eran menores de edad. En su gobierno introdujo políticas de grandes privilegios hacia la Iglesia. En 1199 el rey enviudó, y al año siguiente casó con Ingegerd, la hija de Birger Brossa.
En 1202 murió Birger Brosa, y en 1203 rompió Sverker con los cuatro hijos varones de Canuto, que hasta entonces habían permanecido en la corte sueca, pero ahora se exiliarían a Noruega. En 1205 los príncipes regresaron a Suecia, levantados en armas y apoyados por soldados noruegos, con la intención de derrocar a Sverker, pero serían derrotados en la batalla de Älgarås, donde tres de ellos murieron. El único sobreviviente, Erik, regresó en 1208, apoyado nuevamente por noruegos y esta vez vencería al ejército de Sverker y a sus aliados daneses en la batalla de Lena, el 31 de enero de 1208. Erik accedió al poder ese mismo año y Sverker tuvo que escapar hacia Dinamarca. Con el apoyo del rey danés y del papa Inocencio III, Sverker intentó recuperar la corona, pero fue derrotado en la batalla de Gestilren, el 17 de julio de 1210, donde falleció.

## Familia
De su matrimonio en 1190 con Benita Ebbesdatter, Sverker tuvo cuatro hijos, aunque su existencia es bastante oscura:
1. Helena. Sería la esposa del jarl Sune Folkesson, tras ser raptada por éste del Convento de Vreta. Fueron padres de Catalina Sunnesdotter.
2. Margarita.
3. Carlos. De haber existido, muy posiblemente murió tempranamente.
4. Cristina.

Casado en segundas nupcias, con Ingegerd Birgersdotter en 1200, la pareja tuvo un solo hijo:
1. Juan I Sverkersson. Rey de Suecia.